# Paulette Dubost
Paulette Dubost (8. října 1910 Paříž, Francie – 21. září 2011, Longjumeau) byla francouzská filmová herečka a zpěvačka.
Pocházela z uměleckého prostředí, její matka byla zpěvačka v Komické opeře. Proto také studovala zpěv a herectví na Pařížské konzervatoři a svoji profesionální dráhu zahájila v první polovině 20. let 20. století jakožto operetní zpěvačka i tanečnice. V roce 1931 pak odstartovala její velmi úspěšná filmová kariéra.

## Filmografie, výběr
- Hotel du Nord (1938) – režie Marcel Carné
- La règle du jeu (Pravidla hry, 1939) – režie Jean Renoir
- Lola Montès (1955)
- Hrbáč (Le Bossu) (1959)
- Les yeux clairs (2007)